# Federico III di Brunswick-Lüneburg
Federico di Brunswick-Lüneburg, detto l'Inquieto o il Turbolento (1424 circa – Münden, 5 marzo 1495), è stato un nobile tedesco, duca di Brunswick-Lüneburg dal 1482 fino alla sua deposizione e incarcerazione nel 1484.

## Biografia
Federico III era il figlio primogenito del duca Guglielmo di Brunswick-Lüneburg e di sua moglie Cecilia di Brandeburgo. In gioventù fu spesso coinvolto in faide, incursioni e rapine; fu per questo soprannominato "l'Inquieto" o "Turbulentus". Nel 1477 fu inviato a Gheldria per occuparsi di questioni amministrative. Due anni dopo, nel 1479, dovette tornare in patria, probabilmente a causa di una malattia mentale. Il male, con il tempo, si alleviò e Federico poté tornare ad occuparsi di politica. Dopo la morte di suo padre Guglielmo nel 1482, Federico e suo fratello Guglielmo il Giovane governarono il ducato di Brunswick-Lüneburg congiuntamente. Federico, tuttavia, chiese che il territorio fosse diviso. In un trattato stipulato il 1º agosto 1483 a Mutschierung, venne deciso che la sovranità sul ducato sarebbe stata ancora ufficialmente congiunta, ma le entrate sarebbero state divise tra i due principi. La parte di Federico includeva il Principato di Calenberg.
Nel 1482 iniziò la cosiddetta Grande Faida di Hildesheim, tra la città di Hildesheim e il suo vescovo Bertoldo II di Landsberg. Il vescovo voleva imporre una nuova tassa episcopale, che i cittadini rifiutarono di approvare. In questo scontro i fratelli erano su due fronti opposti: Guglielmo concluse nel febbraio 1484 un'alleanza con il vescovo, mediata dal suo consigliere Heinrich von Hardenberg, mentre Federico divenne protettore della città di Hildesheim il 7 settembre 1483. Un anno dopo, nel settembre 1484, scoppiò un conflitto armato tra le parti. Guglielmo imprigionò suo fratello Federico il 10 dicembre 1484 e lo portò a Münden.
La Grande Faida di Hildesheim terminò nel 1486 con un trattato di pace.
Una canzone popolare, scoperta all'inizio degli anni '90 e intitolata "Duca Federico", si riferisce alle circostanze dell'arresto del duca. È suddivisa in otto strofe, scritte in un dialetto basso tedesco, apparentemente dell'epoca della faida di Hildesheim. La canzone lamenta la presunta ingiustizia che Federico aveva subito.
Federico rimase in cattività fino alla sua morte, avvenuta il 5 marzo 1495 a Münden, dove fu seppellito.

## Matrimonio ed eredi
Federico si sposò due volte:
- Sposò in prime nozze Anna di Brunswick-Grubenhagen (1415-1474), figlia del duca Eric I di Brunswick-Grubenhagen e vedova di Alberto III di Baviera.
- Sposò, il 10 maggio 1483 Margherita, figlia di Corrado V di Rietberg.

Entrambi i matrimoni non ebbero discendenza.

## Ascendenza
|                                 |                          |                              | Genitori                        |  |  | Nonni |  |  | Bisnonni                            |  |  | Trisnonni                          |  |
|                                 |                          |                              |                                 |  |  |       |  |  | Magnus II di Brunswick-Wolfenbüttel |  |  | Magnus I di Brunswick-Wolfenbüttel |  |
|                                 |                          |                              |                                 |  |  |       |  |  | Magnus II di Brunswick-Wolfenbüttel |  |  | Magnus I di Brunswick-Wolfenbüttel |  |
|                                 |                          | Sofia di Brandeburgo         |                                 |  |  |       |  |  | Magnus II di Brunswick-Wolfenbüttel |  |  |                                    |  |
| Enrico di Brunswick-Lüneburg    |                          |                              |                                 |  |  |       |  |  | Magnus II di Brunswick-Wolfenbüttel |  |  |                                    |  |
|                                 |                          | Caterina di Anhalt-Bernburg  | Bernardo III di Anhalt-Bernburg |  |  |       |  |  |                                     |  |  |                                    |  |
|                                 |                          | Caterina di Anhalt-Bernburg  | Bernardo III di Anhalt-Bernburg |  |  |       |  |  |                                     |  |  |                                    |  |
|                                 |                          | Caterina di Anhalt-Bernburg  | …                               |  |  |       |  |  |                                     |  |  |                                    |  |
| Guglielmo di Brunswick-Lüneburg |                          | Caterina di Anhalt-Bernburg  |                                 |  |  |       |  |  |                                     |  |  |                                    |  |
|                                 |                          | Vartislao VI di Pomerania    | …                               |  |  |       |  |  |                                     |  |  |                                    |  |
|                                 |                          | Vartislao VI di Pomerania    | …                               |  |  |       |  |  |                                     |  |  |                                    |  |
|                                 |                          | Vartislao VI di Pomerania    | …                               |  |  |       |  |  |                                     |  |  |                                    |  |
| Sofia di Pomerania              |                          | Vartislao VI di Pomerania    |                                 |  |  |       |  |  |                                     |  |  |                                    |  |
|                                 |                          | …                            | …                               |  |  |       |  |  |                                     |  |  |                                    |  |
|                                 |                          | …                            | …                               |  |  |       |  |  |                                     |  |  |                                    |  |
|                                 |                          | …                            | …                               |  |  |       |  |  |                                     |  |  |                                    |  |
| Federico di Brunswick-Lüneburg  |                          | …                            |                                 |  |  |       |  |  |                                     |  |  |                                    |  |
|                                 | Federico V di Norimberga | Giovanni II di Norimberga    |                                 |  |  |       |  |  |                                     |  |  |                                    |  |
|                                 | Federico V di Norimberga | Giovanni II di Norimberga    |                                 |  |  |       |  |  |                                     |  |  |                                    |  |
|                                 | Federico V di Norimberga | Elisabetta di Henneberg      |                                 |  |  |       |  |  |                                     |  |  |                                    |  |
| Federico I di Brandeburgo       | Federico V di Norimberga |                              |                                 |  |  |       |  |  |                                     |  |  |                                    |  |
|                                 |                          | Elisabetta di Meißen         | Federico II di Meißen           |  |  |       |  |  |                                     |  |  |                                    |  |
|                                 |                          | Elisabetta di Meißen         | Federico II di Meißen           |  |  |       |  |  |                                     |  |  |                                    |  |
|                                 |                          | Elisabetta di Meißen         | Matilde di Baviera              |  |  |       |  |  |                                     |  |  |                                    |  |
| Cecilia di Brandeburgo          |                          | Elisabetta di Meißen         |                                 |  |  |       |  |  |                                     |  |  |                                    |  |
|                                 |                          | Federico di Baviera-Landshut | Stefano II di Baviera           |  |  |       |  |  |                                     |  |  |                                    |  |
|                                 |                          | Federico di Baviera-Landshut | Stefano II di Baviera           |  |  |       |  |  |                                     |  |  |                                    |  |
|                                 |                          | Federico di Baviera-Landshut | Isabella d'Aragona              |  |  |       |  |  |                                     |  |  |                                    |  |
| Elisabetta di Baviera-Landshut  |                          | Federico di Baviera-Landshut |                                 |  |  |       |  |  |                                     |  |  |                                    |  |
|                                 |                          | Maddalena Visconti           | Bernabò Visconti                |  |  |       |  |  |                                     |  |  |                                    |  |
|                                 |                          | Maddalena Visconti           | Bernabò Visconti                |  |  |       |  |  |                                     |  |  |                                    |  |
|                                 |                          | Maddalena Visconti           | Regina della Scala              |  |  |       |  |  |                                     |  |  |                                    |  |
|                                 |                          | Maddalena Visconti           |                                 |  |  |       |  |  |                                     |  |  |                                    |  |